# Nationaal park Wood Buffalo
Het nationaal park Wood Buffalo (Engels: Wood Buffalo National Park) is een nationaal park van Canada gelegen in het noordoosten van Alberta en het zuiden van de Northwest Territories. Het beslaat een gebied van zo'n 44.807 km².
Het is het grootste nationaal park van Canada. Het werd in 1922 opgericht voor de bescherming van en ook genoemd naar de bosbizon (ook bergbizon, bosbuffalo en bergbuffalo genoemd, of in het Engels Wood Buffalo). Men telt kuddes van Wood Buffalos (een ondersoort van de Amerikaanse bizon) in het park met een totaal aantal van circa 5.000 stuks.
Het gebied herbergt ook de enige stabiele broedplaats voor de bedreigde trompetkraanvogels. In het park is een grote populatie gewone kousenbandslangen. Verder zijn er elanden, Amerikaanse zwarte beren, wolven, lynxen, bruine beren, bevers, Amerikaanse hazen en Canadese kraanvogels.
In het park is de grote zoetwaterdelta waar de rivieren Athabasca en Prince uitmonden in het Athabascameer. Ook de grootste beverdam ter wereld, met een lengte van 850 m, die ontdekt werd door satellietopnames, bevindt zich in het Wood Buffalo park. In het noordoostelijk deel van het park bevinden zich karst zinkgaten. Het park is goed gespaard van lichtvervuiling, en werd op 28 juni 2013 door de Royal Astronomical Society of Canada uitgeroepen tot werelds grootste Dark-sky preserve.
Bij de 7e sessie van de Commissie voor het Werelderfgoed werd dit natuurgebied in 1983 toegevoegd aan de lijst van het werelderfgoed van de UNESCO, onder meer omwille van de biologische diversiteit van de Peace-Athabasca rivierdelta en de populatie van circa 5.000 wilde bizons, meer specifiek de bedreigde bosbizons.

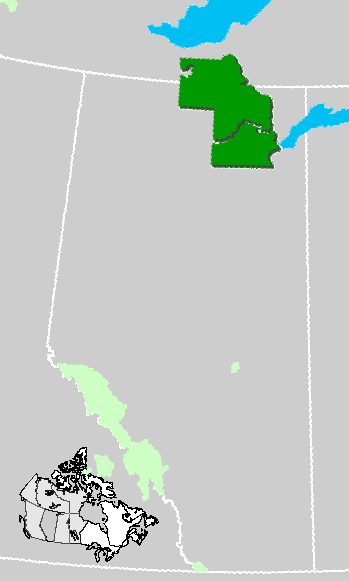
Locatie van het nationaal park Wood Buffalo